# Краденое солнце (мультфильм, 1944)
«Краденое солнце» (1944) — рисованный мультфильм по одноимённому произведению Корнея Чуковского.
Чёрно-белый (цветной вариант не сохранился), звуковой, длительность — 11 мин. 11 сек. Премьера в 1944 году.

## Сюжет мультфильма
На небе светит солнце. Раскрываются цветы, поют птицы, звери заботятся о других. Только злой крокодил, который не смог никого поймать, нападает на солнце и заглатывает его. Наступает тьма, а с ней начинается гроза. Звери в панике бегут к медведю и просят вернуть солнце на небо. Медведь, который в темноте не смог найти медвежат, отправляется воевать с крокодилом. Медведь вступает в бой, побеждает крокодила и заставляет того освободить солнце. Счастливые звери радуются солнцу и славят медведя.

## Создатели[1]
| сценарий                   | Ивана Вано, Эммануила Двинского                                                                                      |
| режиссёр                   | Иван Вано |
| ассистент режиссёра        | Александра Снежко-Блоцкая                                                                                            |
| художники:                 | Евгений Мигунов, Анатолий Сазонов                                                                                    |
| композитор                 | Юрий Никольский |
| звукооператор              | С. Ренский |
| операторы:                 | Николай Воинов, Н. Соколов                                                                                           |
| художники-мультипликаторы: | Роман Давыдов, Григорий Козлов, Фаина Епифанова, Татьяна Фёдорова, Лев Позднеев, Артур Бергенгрин                    |
| xудожники-декораторы:      | Н. Верещагина, Ольга Геммерлинг, Галина Невзорова, Вера Роджеро, Валентина Сутеева, Елена Танненберг, Ирина Троянова |

## История создания
В годы войны производство фильмов идёт очень медленно — сказывается отсутствие материалов и условий работы, кадровый голод, постоянный режим экономии средств и ресурсов. Наиболее значительные фильмы, законченные в военное время — «Ёлка» М. М. Цехановского и П. Н. Носова (1942), «Краденое солнце» И. П. Иванова-Вано (1944), «Сказка о царе Салтане» (1943) и «Синдбад-мореход» (1944) В. С. и З. С. Брумберг, «Телефон» М. М. Цехановского (1944).— Георгий Бородин